# Saint-Nizier-le-Bouchoux
Saint-Nizier-le-Bouchoux település Franciaországban, Ain megyében. Lakosainak száma 589 fő (2022. január 1.). Saint-Nizier-le-Bouchoux Cormoz, Courtes, Curciat-Dongalon, Lescheroux, Mantenay-Montlin és Varennes-Saint-Sauveur községekkel határos.

## Népesség
A település népessége az elmúlt években az alábbi módon változott:
| Lakosok száma | 886  | 657  | 625  | 735  | 688  | 682  | 680  | 632  | 612  | 589  |
|               | 1968 | 1982 | 1990 | 2006 | 2013 | 2015 | 2017 | 2019 | 2020 | 2022 |